# Cadre-45/2-Weltmeisterschaft 1905
Die Cadre-45/2-Weltmeisterschaft 1905 war die dritte FFB-Weltmeisterschaft, die bis 1947 im Cadre 45/2 und ab 1948 im Cadre 47/2 ausgetragen wurde. Das Turnier fand vom 10. bis zum 19. April in Paris in Frankreich statt.

## Geschichte
Genaue Spielergebnisse dieser Weltmeisterschaft sind nicht mehr zu ermitteln. Gestartet wurde das Turnier mit acht Teilnehmern. Der Franzose Charles Faroux brach aber nach einer gewonnenen Partie gegen van Duppen das Turnier ab. Der Grund ist nicht bekannt. Somit wurde das Turnier mit sieben Spielern beendet.

## Turniermodus
Das ganze Turnier wurde im Round Robin System bis 400 Punkte gespielt. Bei MP-Gleichstand wird in folgender Reihenfolge gewertet:
1. MP = Matchpunkte
2. GD = Generaldurchschnitt
3. HS = Höchstserie

## Abschlusstabelle
| MP    | Match Points (Sieger = 2; Unentschieden = 1; Verlierer = 0) |
| Pkte. | Erzielte Karambolagen                                       |
| Aufn. | Benötigte Versuche                                          |
| GD    | Generaldurchschnitt                                         |
| BED   | Bester Einzeldurchschnitt eines Spielers                    |
| HS    | Höchstserie                                                 |
|       | Bester GD des Turniers                                      |
|       | Bester ED des Turniers                                      |
|       | Beste HS des Turniers                                       |
|       | 1. Platz (Gold)                                             |
|       | 2. Platz (Silber)                                           |
|       | 3. Platz (Bronze)                                           |

| Platz | Name             | MP   |
| ----- | ---------------- | ---- |
| 1     | Jean van Duppen  | 12:0 |
| 2     | Barthélémy Maure | 10:2 |
| 3     | Francois Weerts  | 8:4  |
| 4     | Luis Naves       | 6:6  |
| 5     | Luis Gorrichon   | 4:8  |
| 6     | Jean Delhom      | 2:10 |
| 7     | S.A. Brandon     | 0:12 |